# Xanthotrichophyceae
Xanthotrichophyceae је традиционална класа у оквиру раздела (групе) жутозелених алги.

## Карактеристике
Врсте ове класе имају трихалну, хетеротрихалну и паренхиматичну грађу. Све су вишећелијске. Размножавају се зооспорама или апланоспорама, а при неповољним условима образују цисте. Дешава се и да ћелијски зидови гелификују, па спој између ћелија олабави. Тада оне добијају лоптаст облик и деле се.